# Gabrielle Enthoven
Gabrielle Enthoven (12 de gener de 1868 - 18 d'agost de 1950), nascuda amb el nom d'Augusta Gabrielle Eden Romaine, va ser una dramaturga anglesa, actriu aficionada, arxivera de teatre i prolífica col·leccionista d'⁣efímers teatrals relacionats amb l'escenari de Londres. El 1911, Enthoven va començar a fer campanya per l'establiment d'una secció teatral en un dels museus britànics. El 1924, el Victoria and Albert Museum va acceptar la seva col·lecció privada, que en aquest moment contenia més de 80.000 cartells i programes teatrals. El material es va convertir en la col·lecció fundacional dels arxius de teatre i espectacles del museu. El coneixement incomparable d'Enthoven de l'escenari londinenc i la seva història li va valer el sobrenom d'"enciclopèdia teatral".

## Primers anys de vida
Gabrielle Enthoven va néixer al 21 New Street, Spring Gardens, Westminster, Londres, filla de William Govett Romaine (1815–1893) i Frances Pheobe Romaine, de soltera Tennant (1822/3-1909). L'any de naixement d'Enthoven va figurar incorrectament a la Bíblia familiar com 1870, fet que Enthoven no va descobrir fins al seu seixanta aniversari. En esbrinar-ho, Enthoven va comentar: "Va ser un xoc. Estava fent una festa encantadora i John Gielgud i tothom venia, i de sobte vaig descobrir que no tenia seixanta anys, sinó seixanta-dos. No va ser horrible?".
El seu pare era jutge advocat general a Crimea i l'Índia, assessor jurídic de la Junta de l'Almirallat i ministre a Egipte. Gran part de la infància d'Enthoven la va passar a l'estranger mentre acompanyava el seu pare en viatges a diferents llocs tant a l'Índia com a l'Orient Mitjà. A Egipte, Enthoven solia muntar en el seu propi carruatge durant les ocasions estatals i va anar al desert amb Charles George Gordon. Quan el seu pare es va jubilar el 1879, la família va tornar a Anglaterra, instal·lant-se a una casa anomenada "The Old Priory", fora de Windsor, Berkshire, on Enthoven va viure fins a la mort del seu pare el 1893. Enthoven mai havia estat educada a l'escola, ni havia estat tutoritzada per una institutriu. Com a resultat, tenia quinze anys abans que no sabia llegir ni escriure. Tanmateix, com a resultat dels seus viatges a l'estranger, podia parlar amb fluïdesa l'àrab egipci, el turc, dos dialectes hindustànics, el francès, l'italià, l'espanyol i una mica d'alemany.
Hi va haver ocasions en què es va enviar un carruatge des del pròxim castell de Windsor per recollir Enthoven i els seus amics per jugar amb la jove princesa Mary de Teck, que després es convertiria en la reina Maria de Teck. Enthoven va recordar haver donat una bufetada a la jove princesa en una ocasió, un incident que les dues dones recordarien en anys posteriors quan la reina va visitar Enthoven al Victoria and Albert Museum.
Enthoven era una nena petita quan va visitar per primera vegada el teatre. Va sortir per la finestra de la seva habitació agafant un xíling i va fer el viatge al Gaiety Theatre de Londres per veure una producció de The Forty Thieves. Enfilant-se per sota de les cames de la multitud que l'esperava, Enthoven va ser recollit per una gran armada que la va col·locar sobre les seves espatlles i es va empènyer entre la multitud per trobar-los un seient a la primera fila de la galeria. A la meitat de l'actuació, va treure una taronja de la butxaca, la va mossegar, va empènyer una mica de sucre al forat amb el polze i la va donar a Enthoven perquè la xuclés.

## Vida personal
El 1893, Enthoven es va casar amb el major Charles Henfrey Enthoven (1866–1910), que en diversos moments va ocupar el paper de capità d'estat major dels Royal Engineers, oficial d'estat major a l'oficina de guerra i cap del departament de parcs del Consell del Comtat de Londres. La parella no va tenir fills. Charles Enthoven va morir de pneumònia el 30 d'abril de 1910. No es va informar que Enthoven fos present al funeral del seu marit.

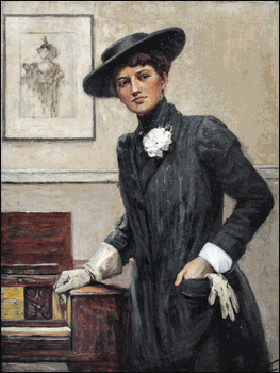
Gabrielle Enthoven per la sufragista Ethel Wright c. 1910

Enthoven era una figura reconeguda i coneguda dins la societat teatral de Londres. Va ser una inveterada primera nit i va tenir amistat amb molts membres de l'elit teatral, com John Gielgud, Peggy Ashcroft, Marda Vanne, Edward Gordon Craig, Edith Craig i Noël Coward. El 1921, Enthoven s'allotjava a Nova York amb Cecile Sartoris, amb qui havia traduït The Honeysuckle, una obra de l'escriptor italià Gabriele D'Annunzio. L'obra es va representar aquell any al Teatre del Liceu de Broadway. Noël Coward es va quedar amb Enthoven i Sartoris durant aquest període. Recordant la seva estada amb les dues dones, va escriure: "Em van dir que quan venia una obra de teatre, o guanyava diners d'alguna manera, podia pagar el lloguer, però fins aleshores havia de ser la seva convidada […] Vaig acceptar i em vaig mudar immediatament, agraïts no només per la seva amabilitat, sinó per la seva companyia". Durant l'estada d'Enthoven a Nova York, en un pis a Washington Square South, va passar temps amb moltes persones influents dins de la societat artística i teatral. La poeta i dramaturga nord-americana Mercedes de Acosta va escriure sobre l'estada d'Enthoven a Nova York a les seves memòries dels anys 60 Here Lies the Heart. Va descriure Enthoven com "una dona de cultura rara, de cor i d'una intel·ligència notable. Una dona també de gran humor. N'hi havia poques com ella".
Enthoven coneixia molt bé a Oscar Wilde i el visitaria a casa seva quan era jove. Després d'aquestes visites tornava a casa i copiava les històries que ell li havia explicat. El 1948, Enthoven va presentar a la Biblioteca Britànica un fullet que contenia quatre poemes en prosa de Wilde que havia fet imprimir i enquadernar sota el títol Echoes. El 1889, Wilde va dedicar un poema a Enthoven titulat Remorse. (a study in saffron).
És possible que Enthoven tingués relacions lesbianes després de la mort del seu marit. Va ser un membre central del lesbian haut monde de Londres. Aquest grup incloïa dones com l'escriptora Radclyffe Hall, més coneguda per escriure el clàssic prohibit de lesbianes The Well of Loneliness, l'escultora Una Troubridge, la pintora Romaine Brooks i la tenista i tiradora Toupie Lowther. El grup es referia a si mateix com "The Circle" i es reunia regularment per fer sopars a casa seva a l'exclusiu barri londinenc de Kensington i Chelsea, visitar el teatre o ballar en clubs del Soho com la "Cave of Harmony" i "The Orange Tree". Les dones van viure un estil de vida privilegiat de grans cases, viles al sol, ingressos heretats, carreres d'èxit i amants amb estil. A la dècada de 1930, però, Enthoven va ser abandonada pels seus amics Radclyffe Hall i Una Troubridge, amb Troubridge acusant Enthoven de "repudiar la seva pròpia espècie quan fos oportú de fer-ho", i afegint "és una rata i no ens serveix per a ella". Enthoven havia tingut el paper principal en una producció de la novel·la Chéri de Colette, que havia estat adaptada per Troubridge. L'obra va ser un fracàs inequívoc, i això pot haver contribuït a la desaparició de l'amistat de les dones.
El 1923, Enthoven va ser fonamental per portar l'actriu italiana Eleonora Duse a Anglaterra per al seu compromís de comiat.

## Activitats teatrals
Enthoven era una entusiasta dramaturga i va fer la seva primera obra, Montmartre, produïda a l'Alhambra Theatre de Londres el 1912 com a part d'una revista anomenada Kill That Fly!. The Observer va fer una crítica favorable a l'esbós i va escriure: "La petita emoció sense paraules, 'Montmartre', de Gabrielle Enthoven, és la cosa més emocionant d'aquest tipus que hem vist". Va ser la presidenta i membre fundadora, juntament amb els seus amics íntims Edith Craig i Christopher St John, dels Pioneer Players, una societat de teatre amb seu a Londres fundada el 1911. La companyia es va formar per membres de la Lliga de Franquícies d'Actrius. Pioneer Players es van comprometre molt amb els problemes sociopolítics de l'època. La societat "va reconèixer un interès pel sufragi femení i per qualsevol altre moviment d'interès actual". El 1916, la companyia va produir l'obra Ellen Young, escrita per Enthoven i Edmund Goulding. Es va representar al Teatre Savoia el 2 d'abril de 1916.
El 1921, la traducció d'Enthoven i Cecile Sartoris de The Honeysuckle de Gabriele D'Annunzio es va tocar al Lyceum Theatre (Broadway) de Nova York, així com a "Playroom 6" de Soho, Londres el 9 de maig de 1927. El 1930, The Confederates, una obra escrita per Enthoven en col·laboració amb HM Harwood es va produir al Ambassadors Theatre. Enthoven era una actriu amateur entusiasta i va aparèixer amb els "Windsor Strollers", els "Old Stagers" i altres destacades companyies amateurs. El dramaturg belga Maurice Maeterlinck va demanar a Enthoven que aparegués a París en una producció de la seva obra Pelléas i Mélisande, encara que ella mai ho va fer. Sarah Bernhardt i la senyora Patrick Campbell van actuar junts en aquesta obra després de ser presentats per Enthoven. Enthoven va ser conseller de la Stage Society i, l'any 1933, vicepresident de la recentment constituïda "Passing Theatres Association", una societat amb l'objectiu de recollir documents i visitar llocs dels antics teatres. Poc abans de la seva mort el 1950, Enthoven es va convertir en la primera presidenta de la Society for Theatre Research.

## Col·lecció de teatre
Després del seu matrimoni el 1893, Enthoven va començar a assistir regularment al teatre i a enganxar diversos retalls de premsa relacionats amb el teatre de Londres en llibres de retalls. El seu gran interès pel teatre i la història del teatre va portar a Enthoven a començar a col·leccionar records i efímers relacionats amb l'escenari. Va recordar: "Va començar quan, l'any 1900, vaig detectar una inexactitud en algun llibre d'història de l'escena. Interessant-me apassionadament pel teatre, vaig escriure a l'autor que va reconèixer un error. Allà podria haver-se aturat l'assumpte; però poc després vaig trobar alguns cartells antics que demostraven el meu punt. Va ser aleshores quan em va mossegar la 'puça col·leccionista'". Una compra casual de dos-cents cartells es va convertir en la base de la gran col·lecció d'Enthoven i, després de la mort del seu marit el 1910, la col·lecció d'Enthoven va augmentar.
El 1911, Enthoven va organitzar una campanya nacional per establir una col·lecció permanent de teatre en una institució britànica. Escrivint a The Observer va defensar:
| « | A comprehensive theatrical section in an existing museum to comprise specimens of all the different branches necessary to the working of a play from the construction of the theatre, the designing of the scenery and costumes to the smallest workings necessary in the house. Also a library and collection of playbills, prints, pictures and relics, etc. I want the section to be the place where the producer, actor, author and critic will naturally go for information, both of what is being done in this and other countries at present and what has been done before. | » |

Les col·leccions de teatre nacional s'havien establert a Amèrica a la Biblioteca de Harvard, a Roma, Milà, Estocolm i París, però no a Anglaterra. El Museu Britànic contenia una valuosa col·lecció de 600.000 cartells de tota la Gran Bretanya i de l'estranger. Aquesta col·lecció, però, es considerava incompleta.
La campanya d'Enthoven va continuar guanyant impuls amb nombroses cartes i comentaris de suport apareguts a la premsa nacional. Les connexions d'Enthoven amb membres coneguts i famosos de la societat teatral van contribuir a l'èxit de la campanya, amb persones com Sir Herbert Beerbohm Tree, Sir George Alexander i Sir John Hare que van declarar públicament el seu suport. El novembre de 1911, es va anunciar que el Museu de Londres havia de dedicar una secció a una exposició permanent d'objectes teatrals que traçarien els desenvolupaments i les fases del teatre tant a la Gran Bretanya com a l'estranger. Seria la primera vegada que un museu britànic tenia una secció teatral reconeguda. El projecte va ser supervisat per Guy Francis Laking, el guardià del Museu de Londres. La gran col·lecció de cartells d'Enthoven romandria a casa seva, però va demanar al públic que prestés o regalés qualsevol objecte teatral que tingués al museu per garantir l'èxit de l'exposició. L'exposició, però, no va tenir èxit. Un visitant del museu va escriure a la Gaceta del Pall Mall per declarar que "aquells que busquen la il·luminació han de marxar tristament desconcertats, i aquells que, tenint en compte el sentiment i l'encant del qual hauria de ser una col·lecció d'aquest tipus, han de ruboritzar-se com mireu aquest assortiment escàs, mediocre i descuidat". Una resposta poc brillant del públic i la manca d'espai al museu van ser culpables de la mala acollida de l'exposició.
Sense desanimar-se, Enthoven va continuar escrivint als museus per establir una secció teatral permanent. La seva primera llar per a la seva col·lecció i secció teatral va ser el Victoria and Albert Museum. No obstant això, va continuar trobant dificultats i va rebre una carta del museu en la qual deia que "hi ha tan poques possibilitats que el vostre esquema sigui adoptat que no tindríem cap justificació per demanar-vos que vingueu aquí, com suggeriu, per parlar-ne". El 1922, el Victoria and Albert Museum va celebrar l'Exposició Internacional de Teatre: Dissenys i models per a l'escenari modern i va mostrar una sèrie d'articles de l'enorme col·lecció d'Enthoven. Això va donar a Enthoven la motivació per continuar la seva campanya.
A la dècada de 1920, la col·lecció d'Enthoven havia augmentat fins a tal punt que ja no podia romandre a casa seva. L'any 1924, després de més d'una dècada de campanya, el Victoria and Albert Museum finalment va acceptar albergar la seva col·lecció, que en aquest moment contenia més de 80.000 cartells, gravats, llibres i gravats. La col·lecció va rebre el nom de Col·lecció teatral Gabrielle Enthoven. Els cartells es van allotjar al Departament de Gravat, Il·lustració i Disseny. El 1925, Enthoven i tres membres del personal van arribar al museu per començar a catalogar, indexar i ordenar la col·lecció. Enthoven no va rebre cap pagament pel seu treball i va pagar els salaris del seu personal amb els seus propis fons. A la premsa nacional es va llançar una crida d'ajuda econòmica per contribuir a la catalogació de la col·lecció, amb personalitats teatrals com Sybil Thorndike donant suport a la campanya. Després de la Segona Guerra Mundial, el govern va proporcionar a Enthoven dos ajudants remunerats, encara que ella mai no va rebre un sou.
Enthoven tenia ofertes importants d'institucions nord-americanes per comprar la seva col·lecció. Un col·leccionista nord-americà li va oferir una vegada 9.000 lliures, però es va negar i després de la seva mort es va saber que una vegada havia rebutjat una oferta nord-americana de 30.000 lliures. La col·lecció havia de romandre a Anglaterra. Enthoven va continuar afegint a la col·lecció fins a la seva mort. Als 81 anys, la "Grand Old Lady of London theatre first-nights" encara arribava al Victoria and Albert Museum a les 10 del matí per ordenar i indexar els seus cartells.

## Primera i Segona Guerra Mundial
Durant la Primera Guerra Mundial, Enthoven va ser una de les primeres onze persones a unir-se al Comitè de Refugiats de Guerra i es va convertir en el cap del Departament de Correspondència i Indexació. El 1915 va començar a treballar per a la Creu Roja per tractar els soldats i presoners de guerra desapareguts i, el 1916, finalment es va convertir en cap del Departament de Registres del Comitè Central de Prisoners de Guerra i Persones Desaparegudes que s'ocupava del benestar dels presoners britànics de guerra a Alemanya, Rússia i Turquia. Aquest treball va cessar l'any 1920 a causa de la mala salut d'Enthoven. El 1921, Enthoven va visitar Nova York com a representant de la Creu Roja per recaptar fons per construir escoles per a nens a les zones devastades de França. Enthoven va rebre un OBE en reconeixement d'aquest treball. Es va dir que Radclyffe Hall tenia "francament enveja" per les activitats d'Enthoven durant la guerra i el reconeixement posterior dels seus esforços. Hall havia assistit a conferències de la Creu Roja, havia après primers auxilis i havia transportat llibres de la biblioteca a les sales d'urgències, però pensava que no era tan heroic com el treball dut a terme per Enthoven.
A l'esclat de la Segona Guerra Mundial, Enthoven va suspendre la seva feina al Victoria and Albert Museum i va tornar a l'Oficina de Guerra per treballar com a cap del Departament de Registres de la Central Prisoners of War. Enthoven, en un dels seus quaderns de retalls al museu, va escriure: "El treball va cessar aquí amb la declaració de guerra el 3 de setembre de 1939. Vaig començar a treballar aquí sol el 13 d'agost de 1945".

## Mort
Enthoven va morir a casa seva a Cadogan Gardens, Londres als 82 anys el 18 d'agost de 1950. Un obituari va aparèixer tant al Times com al New York Times. Abans de la seva mort, Enthoven va confirmar:
| « | I desire that my body shall be cremated without the celebration of any funeral service in the cheapest possible manner as my Trustees shall decide [and] that my ashes shall be scattered and I desire that none of my friends shall attend my funeral nor wear mourning for me of any kind and they shall be requested not to send any flowers. | » |

Enthoven va llegar el llegat de la seva propietat al Ministeri d'Educació que, en aquell moment, era responsable de les finances del Victoria and Albert Museum. El llegat estableix que els diners d'Enthoven s'utilitzarien per garantir que "es continuï proporcionant un allotjament adequat per a la col·lecció teatral de Gabrielle Enthoven i per a la catalogació, l'ordenació del manteniment i la descripció dels cartells, estampes, entrades impreses i altres materials".